# Tussay család

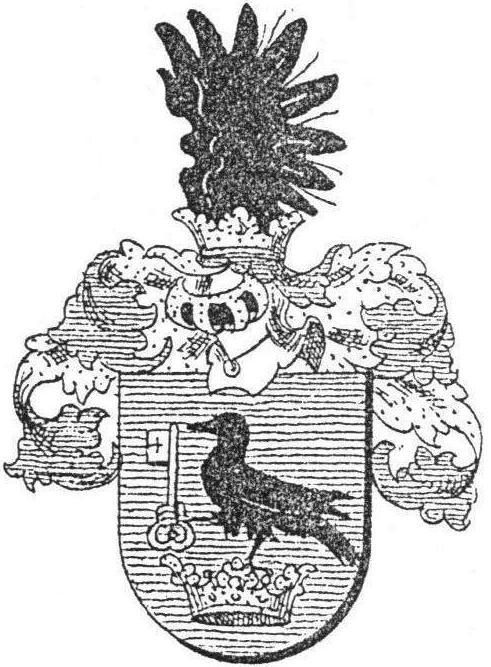
Tussay címer

A Tussay család régi magyar nemesi család, nevét az ősi családi fészekről, Tusáról vette.

## Tussay család (tussai és tussaújfalusi)
A Tussay család a Kolcs nemzetségből eredeztetik, ősi birtoka Tusa, melyet 1264-ben adományozott a család ismeretlen ősének V. István ifjabb király, hűbérül. A család első ismert őse Mok, ki testvérével, Bóddal (Tussai Bódfi család őse), Károly Róbert oldalán szállt harcba a rozgonyi csatában, Zemplén vármegye zászlaja alatt. A család központja Zemplén vármegye volt; a 16. századig nem töltött be fontosabb szerepet a vármegye életében, majd fokozatosan megerősödött a család szerepe és befolyása a vármegye irányításában, tagjai számos tisztséget töltöttek be.

## Címere
Az V. István által a Tussay családnak adományozott címer egy arany koronán megülő karmában kulcsot tartó hollót ábrázol, mely a címert szerző egyén bölcsességére enged következtetni, valamint arra, hogy a király bizalmasa volt.

### Jelentősebb Tussayak
- Tussay Sándor, 1625-től kassai várnagy
- Tussay Jakab, zempléni alispán, 1649-ben ő képviselte a vármegyét I. Rákóczi György temetésén
- Tussay György, Ráday Pál sógora, segítségére volt a Ráday-könyvtár megalapításában